# دربند غلريز (تكاب)
دربند غلريز (بالفارسية: دربند گلریز) هي قرية تقع في إيران في Takab Rural District. يقدر عدد سكانها بـ 16 نسمة .